# فيل مارش
فيل مارش (بالإنجليزية: Phil Marsh)‏ (15 نوفمبر 1986 في المملكة المتحدة - ) هو لاعب كرة قدم بريطاني في مركز الهجوم. لعب مع فوريست غرين ومانشستر يونايتد ونادي بلاكبول ونادي هايد إف سي ونادي هيرفورد وCefn Druids A.F.C. ‏ ونادي اتحاد مانشستر وأشتون يونايتد وسالفورد سيتي ونورثويتش فيكتوريا ونادي ستاليبريدج سيلتيك ونادي بارو وليه جنيسيس ‏ ونادي جيزيلي ‏.

## وصلات خارجية
- فيل مارش على موقع قاعدة بيانات كرة القدم.إي يو (الإنجليزية)
- فيل مارش على موقع Soccerbase.com (لاعب) (الإنجليزية)